# 定義項
定義項（definiens），指的是用作定義、描述某些對象的內容的項，定義對象的涵蓋範圍可以很廣，例如一些概念、物理性的實物，乃至哲學中不同的形而上觀等等，都能在定義的對象之中，至於定義對象（被定義項）的性質與屬性則要視乎該命題的相應原意。舉例言之，「人是生物。」這是一個命題。其中「生物」便是定義項，這裡「生物」是用作定義人所隸屬的種類範疇。